# Chambretaud
Chambretaud (Chanbrtàud en poitevin) est une ancienne commune française située dans le département de la Vendée, en région Pays de la Loire. Le 1er janvier 2019, la commune fusionne avec La Verrie pour former la commune nouvelle de Chanverrie dont la création est actée par un arrêté préfectoral du 21 novembre 2018.
La commune de Chambretaud est située sur les hauteurs du bocage vendéen faisant partie du Massif armoricain. Historiquement elle a été dans la province du Poitou, et au cœur de la Vendée militaire. Elle se considère comme la capitale mondiale de la production de perdrix et faisans. La ville est aussi connue comme La Cité de la Mariée  en raison de la légende de sa mariée, abandonnée au pied de l’autel par son futur.
Chambretaud se situe à huit kilomètres au nord des Herbiers et vingt kilomètres de Cholet.

## Origine et évolution du nom

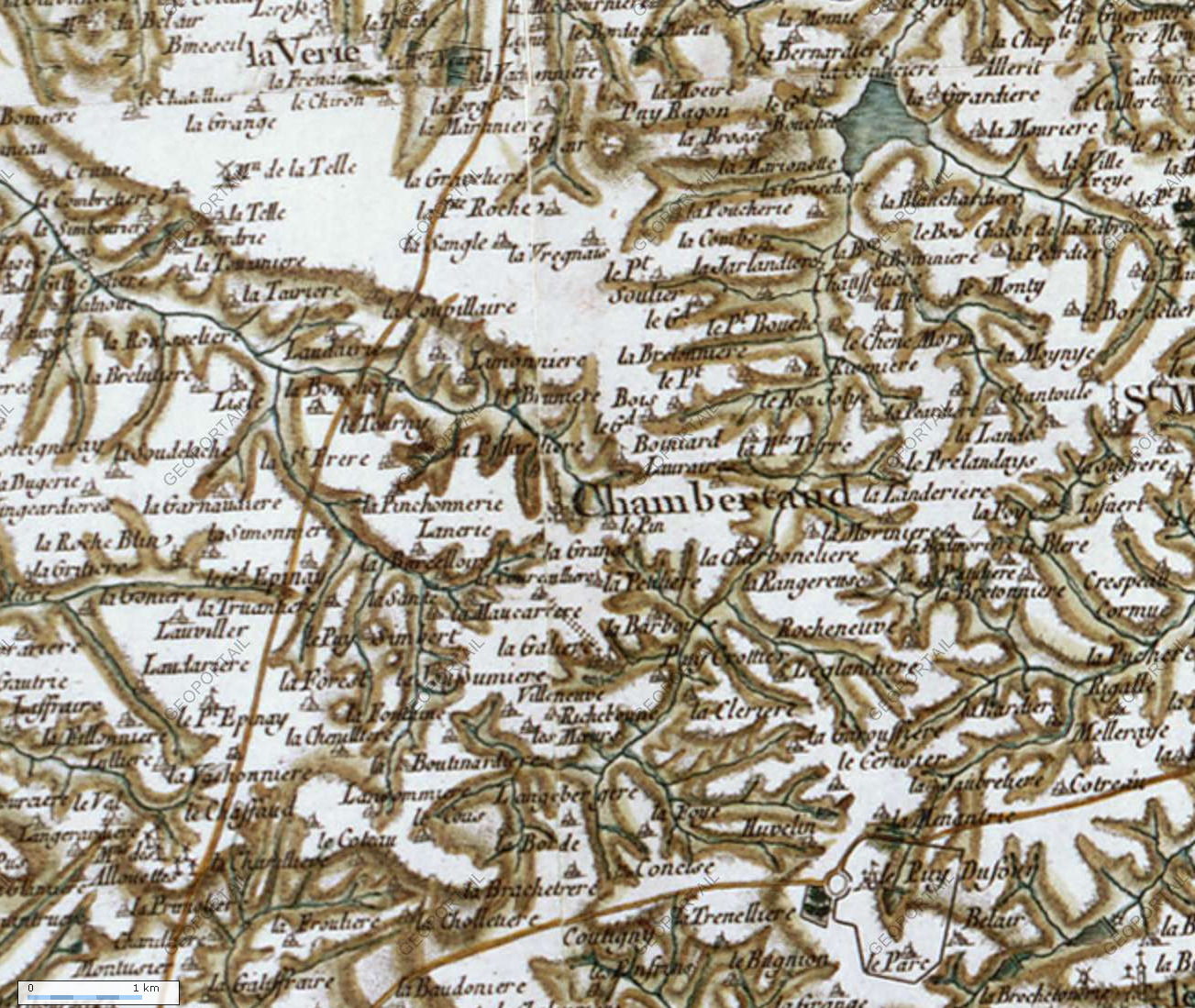
Chambertaud sur une carte de Cassini.

Le nom de la commune a longtemps été orthographié Chambertaud, comme l'atteste une carte Cassini datée de 1772.
Bien que l'origine reste obscure, son nom vient de l'association des mots :
- Cham, qui signifie champ dans la langue d'oïl ;
- Bertaud ou Bretaud, noms propres d'origine germanique très répandus dans l'Ouest de la France, dérivés de Berhtwald, dont la signification vient du mot Bertha, brillant, renommé, et du mot Valdan, celui qui règne.

## Géographie

### Situation
Chambretaud se situe au nord-est du département de la Vendée, à 51 kilomètres au nord-est de La Roche-sur-Yon, à 21 kilomètres au sud de Cholet et à 8 kilomètres au nord des Herbiers.
Elle fait partie du Haut Bocage Vendéen, régulièrement appelé Monts de Vendée, Gâtine de Vendée ou bien encore Suisse Vendéenne.

### Accès et transports
La localisation de Chambretaud par rapport à quelques grandes villes françaises sont données dans le tableau suivant (distance à vol d'oiseau) :
| Ville    | Paris  | Nantes | Bordeaux | Angers | La Roche-sur-Yon |
| -------- | ------ | ------ | -------- | ------ | ---------------- |
| Distance | 327 km | 58 km  | 233 km   | 87 km  | 51 km            |

Plusieurs axes majeurs passent par Chambretaud :
- la RD 160, ancienne RN 160, et l'autoroute A87 relie Angers aux Sables-d'Olonne via Cholet, Les Herbiers et La Roche-sur-Yon.
- la RD 27, portion de la rocade du Bocage, relie directement sans traversée d'agglomération, Fontenay-Le-Comte et l'autoroute A83 (Nantes-Bordeaux) à l'autoroute A87 (Angers - Les Sables) et sa sortie n° 28 à seulement 4 km de Chambretaud.

On peut ainsi venir à Chambretaud :
par la route
- en provenance de Paris par l'A11 jusqu'à Angers, puis par l'A87 jusqu'à la sortie n° 28, suivre la direction Puy-du-Fou jusqu'à Chambretaud ;
- en provenance de Bordeaux par l'A10, via Niort puis l'A83, puis l'A87 direction Cholet jusqu'à la sortie n° 28, suivre la direction Puy-du-Fou jusqu'à Chambretaud ;
- en provenance de Nantes par la 4 voies RN 249 via Cholet, puis par la RD 960 direction Puy-du-Fou ;

par le train
- liaisons TER quotidiennes depuis les gares de Cholet et de La Roche-sur-Yon ;
- liaisons en autocar depuis ces gares jusqu'à Chambretaud.

par autocar
- plusieurs liaisons quotidiennes en autocar, Chambretaud-Cholet avec Choletbus/Cap Vendée et Chambretaud - La Roche-sur-Yon via Les Herbiers avec Cap Vendée.

par avion
- par avion privé aux aérodromes de Cholet à 19,1 km ou de La Roche-sur-Yon à 39,7 km ;
- par aviation de ligne, aéroport de Nantes-Atlantique à 55,1 km.

Transport touristique pittoresque

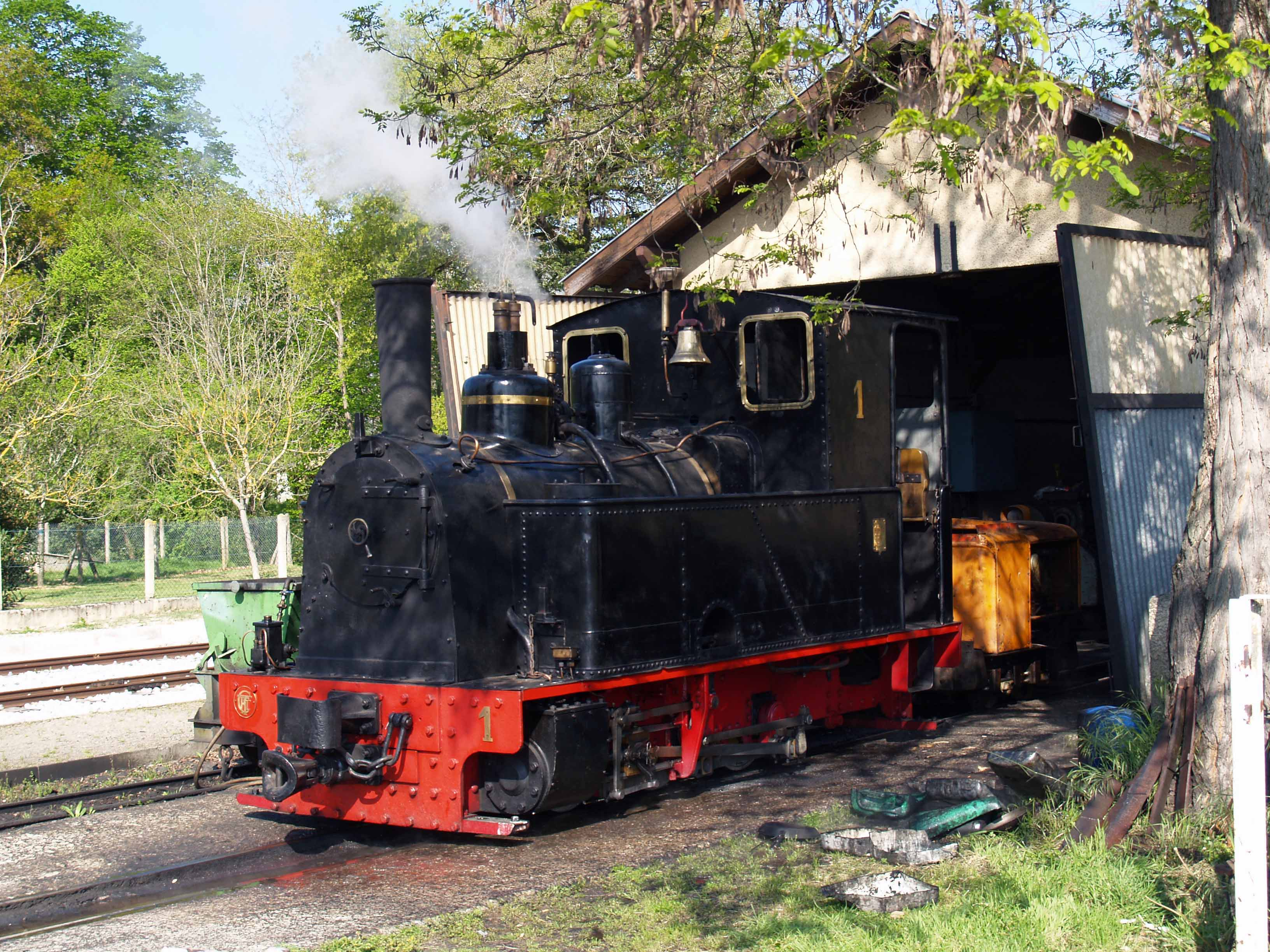
Le train touristique des Chemins de Fer de Vendée.

La gare de Chambretaud fonctionna de 1914 à 1939, pour le transport de passagers entre Cholet et Fontenay-le-Comte. Ce sera la dernière ligne secondaire construite en Vendée et elle sera fermée au fret en 1991. L'association des Chemins de Fer du Puy-du-Fou, devenue depuis Les Chemins de Fer de Vendée, a rouvert les 22 kilomètres de voies entre Mortagne-sur-Sèvre et Les Herbiers, pour en faire un chemin de fer touristique.

### Communes limitrophes
Chambretaud est limitrophe de la ville des Herbiers, 4e ville du département avec ses 14 833 habitants et du Puy du Fou, l'un des parcs français les plus fréquentés.
| La Verrie      | La Verrie    | La Verrie          |
| La Gaubretière | Chambretaud  | Saint-Malô-du-Bois |
| Les Herbiers   | Les Herbiers | Les Épesses        |

### Climat
Le climat de Chambretaud, et plus largement du Haut-Bocage, est caractéristique de la Vendée.
C'est un climat océanique peu contrasté, aux étés assez chauds et aux hivers doux, la neige est rare et les pluies modérées, bien que plus importantes que dans la moitié est du département, plus éloignée de l'océan Atlantique.
Il pleut 83 jours par an, et l'ensoleillement est de 142 jours par an en moyenne sur le Haut-Bocage (Source : Station Météo des Herbiers).
| Mois                        | Jan | Fév | Mar  | Avr  | Mai  | Jui  | Jui  | Aoû  | Sep  | Oct  | Nov  | Déc | Année |
| Températures minimales (°C) | 3   | 2,4 | 4,6  | 6,4  | 10,6 | 13,6 | 15,1 | 15   | 12   | 9,3  | 5,5  | 2,2 | 8,3   |
| Températures maximales (°C) | 7,5 | 8,6 | 12,3 | 15,4 | 20,6 | 23,6 | 25,5 | 24,9 | 21,3 | 16,3 | 10,7 | 6,7 | 16,1  |
| Températures moyennes (°C)  | 5,3 | 5,5 | 8,5  | 10,9 | 15,6 | 18,6 | 20,3 | 20   | 16,7 | 12,8 | 8,1  | 4,5 | 12,2  |
| Ensoleillement (h)          | 73  | 99  | 147  | 154  | 196  | 210  | 229  | 231  | 171  | 116  | 75   | 54  | 1756  |
| Pluviométrie (mm)           | 99  | 60  | 74   | 59   | 59   | 51   | 49   | 51   | 58   | 94   | 96   | 83  | 833   |

| Mois                        | Jan | Fév | Mar | Avr | Mai | Jui | Jui | Aoû | Sep | Oct | Nov  | Déc |
| Températures minimales (°C) | -10 | -9  | -12 | -4  | 1   | 4   | 9   | 8   | 4   | -6  | -7.1 | -7  |
| Températures maximales (°C) | 14  | 18  | 21  | 27  | 32  | 35  | 38  | 36  | 30  | 24  | 18   | 14  |

Les records de température maximale et minimale à Chambretaud sont respectivement de 39 °C le 19 juillet 2006 et de −15 °C le 10 février 1986.
Des vents à 140 km/h ont été enregistrés le 27 décembre 1999 et 56 mm de précipitations sont tombés dans la seule journée du 11 janvier 1993.

### Géographie physique
Géologie et relief
Cette région naturelle, terminaison méridionale du Massif Armoricain, aux confins des Mauges et de la Vendée, est caractérisée par une ligne de collines granitiques dont les points culminants sont : le Bois de la Folie (298 m), le Puy Crapaud (295 m), le Mont Mercure (285 m) et le Mont des Alouettes (231 m).

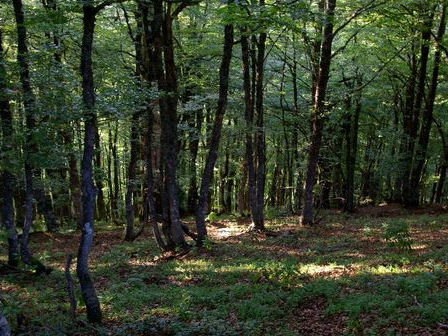
Le Bois de la Folie à Pouzauges.
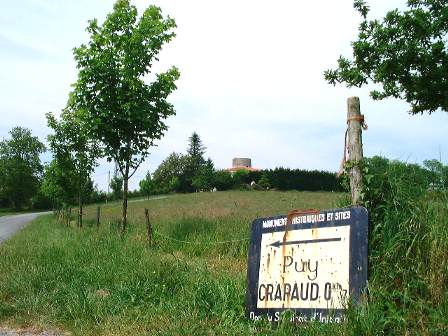
Le Puy Crapaud et sa Table d'orientation.
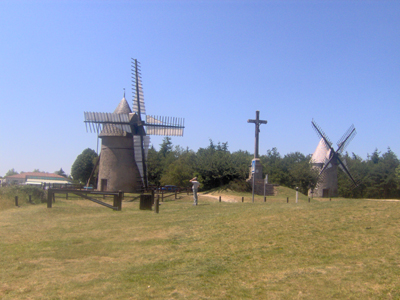
Le Mont des Alouettes et ses moulins à vent.
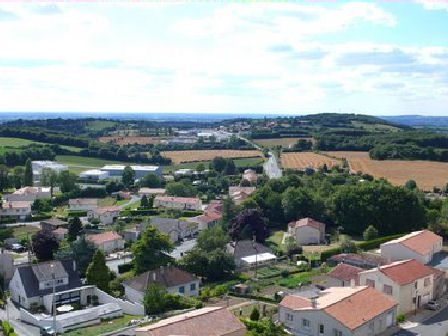
Saint-Michel-Mont-Mercure - panorama du clocher de l'église.

L'altitude moyenne de la commune est de 197 mètres. Le bourg de Chambretaud s'est créé sur les hauteurs d'une colline à 205 mètres d'altitude. Son point culminant se situe au sud à 245 mètres d'altitude près du lieu-dit de l'Ansommière, tout proche du mont des Alouettes.
Tandis que son point le plus bas est à 148 mètres d'altitude à l'ouest près du lieu-dit de la Boucherie dans le lit de la rivière la Crûme.
Hydrographie
La Crûme
Affluent de la Sèvre Nantaise, constitué de l'union de la Grande Crûme et de la Petite Crûme près du hameau de la Boucherie.
La Grande Crûme, nommée aussi ruisseau de la Boucherie prend sa source dans le parc du Château du Boisniard.
La Petite Crûme ou Ruisseau de l'Épinay prend sa source au hameau de l'Ansommière.
En hiver, la Crûme devient la rivière la plus rapide de Vendée.
Le ruisseau du Blanc
Affluent de la Sèvre Nantaise. Il constitue à l'est, la frontière administrative de la commune Chambretaud sur plusieurs kilomètres.
Le Grand Ry
Affluent de la Grande Maine prenant sa source en contrebas du hameau de l'Auvillers.

### Géographie humaine
Quartiers et hameaux
Plusieurs quartiers composent le bourg de Chambretaud :
- Le Bourg, avec son église, la Mairie et la place Suyrot ;
- La cité de la Mariée ou du Muguet, entre les routes de Saint-Malô-du-Bois et l'ancienne route des Epesses ;
- Le quartier du Vallon, en contrebas du bourg et du Château-Boisniard ;
- Le quartier du Diamant, en face de l'aire des Diamants ;
- Le quartier de la Logette, sur la route de Saint-Malo-du-Bois.

Projets d'aménagements
Le lotissement de la Logette est en cours de réalisation.

## Histoire

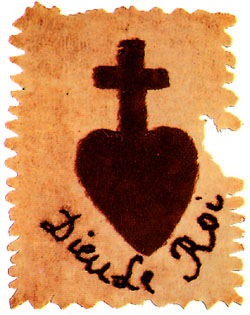
Le Cœur des Chouans.

Chambretaud était probablement occupé dans l'Antiquité par le peuple gaulois des Ambilatres. Il fut rattaché au territoire des Pictons par Auguste vers 16 av. J.-C.
Chambretaud intégrera avec le Poitou successivement la province d'Aquitaine, le Royaume wisigoth, le royaume d'Orléans, la Neustrie, le royaume de Charlemagne, le royaume de la Francie occidentale, duché d'Aquitaine, et enfin le royaume de France.
La seigneurie du Bois-Nyart apparait alors ; elle demeurera très longtemps parmi la famille des Puy-du-Fou.
Le Bas-Poitou se trouve ensuite au cœur des conflits des guerres de religion aux XVIe et XVIIe siècles en raison d'une forte présence protestante dans la région.
Chambretaud a connu comme le département de la Vendée, de nombreux changements administratifs :
- 1790 : Chambretaud appartient au nouveau département de la Vendée et dépend de Fontenay-le-Comte, son chef-lieu.
- 1793 : Chambretaud appartient au canton des Herbiers, au district de Montaigu et au département le Vengé.
- 1801 : Le Vengé redevient la Vendée et Chambretaud est transféré dans le canton de Mortagne.
- 1804 : Le chef-lieu du département est transféré à la Roche-sur-Yon.
- 1810 : la Roche-sur-Yon devient Napoléon. Montaigu perd sa sous-préfecture, Chambretaud est alors intégrée à l'arrondissement de Napoléon.
- 1814 : Napoléon devient Bourbon-Vendée.
- 1848 : Bourbon-Vendée devient Napoléon-Vendée.
- 1870 : Napoléon-Vendée redevient La Roche-sur-Yon.
- 1956 : Mortagne renommée Mortagne-sur-Sèvre.
- 1854 : Augmentation par loi du 20 avril, de la superficie de la commune par ajout de la section dite de Bois-Niard, qui était jusqu'alors réunie à La Verrie. Les hameaux de : Bois-Niard, le Petit-Bois, le Grand-Bois, la Revinière, la Godetière, la Logette, l'Auraire, et la Charbonnetière sont ainsi réunis à Chambretaud.

### Les guerres de Vendée: la bataille de Chambretaud
Le 18 novembre 1799, l'armée du Centre commandée par le marquis de Grignon de Pouzauges fut attaquée par surprise par les républicains. Les Vendéens ouvrirent le feu mais les Républicains, presque sans répliquer, lancèrent une charge à la baïonnette qui mit en déroute les forces vendéennes. Celles-ci laissaient quatre-vingt morts ou blessés sur le terrain dont le marquis de Grignon, mortellement blessé. L'armée du Centre fut ainsi mise hors de combat.
Le 18 janvier 1800, Sapinaud, qui avait repris le commandement de l'armée du Centre, signait la paix avec la République, marquant ainsi la fin de la troisième guerre de Vendée connue comme la Terreur blanche de 1799.
Chambretaud était jusqu'en 1980, la seule commune de France à ne pas célébrer la Fête Nationale du 14 juillet, en souvenir des massacres de 1793, durant les guerres de Vendée. Depuis, le 14 juillet reste en fait la commémoration de la mort, le 14 juillet 1793, de Jacques Cathelineau à Saint-Florent-le-Vieil.
Héraldique et logotype

Logo de la commune.

Le logotype officiel de la ville de Chambretaud reprend l'église Notre-Dame-de-la-Nativité et son clocher de granite haut de 50 mètres.
La municipalité de Chambretaud n'a pas adopté, ni officiellement ni officieusement, de blason pour son village. Toutefois ceux de plusieurs nobles peuvent s'y rattacher.
| Les armes de la Famille du Puy du Fou | Puy du Fou - De gueules à trois macles d'argent ordonnées 2 et 1. XVe siècle, le Chevalier Jehan du Puy du Fou, seigneur du Bois-Nyart (comme on l’écrit à l’époque) bâtit son château en 1407 sur un coteau de la commune. |

| Les armes de la Famille du Chaffault) | Famille du Chaffault - de sinople au lion d’or armé, lampassé et couronné de gueules. |

### Légende
Chambretaud est connu pour sa légende de « la Mariée de Chambretaud », faisant partie intégrante du folklore vendéen, celle-ci repose néanmoins sur un fait historique.
Il remonte aux années 1854 et 1855, sous le Second Empire, la France se trouvant engagée contre les Russes qui voulaient s'emparer de Constantinople. Les contingents de soldats de métier étant décimés, le gouvernement de Napoléon III dut faire appel à des volontaires métropolitains pour renouveler le corps expéditionnaire. Les autorités décidèrent d'envoyer en priorité les hommes célibataires.
Célibataire endurci mais cependant rusé, un Chambretaudais fit une demande en mariage auprès d'une vieille fille au célibat prolongé et la date du mariage fut fixée au 8 septembre 1855, ce qui lui permettait d'échapper à l'incorporation. Ayant appris le matin du mariage que Sébastopol était prise, il en a conclu que la guerre était terminée et qu'il se trouvait libre vis-à-vis des autorités militaires et des engagements civils qu'il s'apprêtait à souscrire. Il disparut momentanément et laissa la pauvre mariée aller toute seule à la mairie. Pauvre mariée abandonnée !
Mais quelques mois plus tard, conscient de la peine qu'il avait causée, le galant se racheta et épousa enfin celle qu'il avait délaissée de façon aussi inexplicable qu'inattendue en pareille circonstance.
Les organisateurs de la kermesse de Chambretaud composèrent la chanson suivante pour la fête du 13 août 1939 : La mariée de Chambretaud.
En patois poitevin
OI aet pas pr dire, mae Chanbrtàud
Aet in paes queme t-o fàut :
Totes lés felles s 'y mariant pòet,
OI en rechte trjhou sus le carea.
Enfin, vela ce qu'at arivai ;
O m'at étai racuntai
Tél qu'o s'at passai
Pr le çhurai Benaesa,.
Vela ce qu'i m'at dit :
Li, Jhan Lóesea,
Pas pasque l'étét sot,
Etét casiment vieù ga,
E pis o lli souriét pas
De se nalàe a la ghàere.
Napoléon avét den sen idàie
Que tots lés vieùs gas deviant y alàe ;
OI avét qu'in móeyén d'o z-évitàe,
OI étét me béle felle
Qu'avét daus beas eùlls, pis daus sourceùlls
Encore pus beas…
Ce qu'ol at de vrai :
Queme o fàulét se praessàe,
Çhénze jhors enpraes, l'aliant se mariàe,
A la màererie,
L'avant dit oui ;
En venant chés le çhurai,
S'avant mi a se disputàe :
Dame, al avét la répllique !
Queme l'étét mariai devant la Républlique,
Le ga s'adisit qu'o lli sufisét :
Le pllantit làe sa mariàe…
Tote abellàie !
Traduction
Ce n'est pas pour dire, mais Chambretaud
Est un pays comme il faut :
Toutes les filles ne s'y marient pas,
Il en reste toujours sur le carreau.
Enfin, voici ce qui est arrivé ;
Cela m'a été raconté
Tel que cela s'est passé
Par le curé Bienaisé,
Voici ce qu'il m'a dit :
Lui, Jean Loiseau,
Non pas qu'il fût sot,
Était pratiquement vieux garçon
Et cela ne lui souriait pas
De partir à la guerre.
Napoléon ayant dans l'idée
D'y envoyer tous les vieux garçons ;
Il y avait un moyen de l'éviter,
C'était une belle fille
Qui avait de beaux yeux, et des sourcils
Encore plus beaux…
Ce qui est certain :
Comme il fallait se hâter,
Quinze jours plus tard, ils se mariaient,
À la mairie,
Ils ont dit oui ;
En revenant de chez le curé
Ont commencé à se disputer :
Dame, elle avait la réplique !
Comme il était marié devant la République,
Le gars se dit que cela lui suffisait :
Il planta là sa mariée…
Toute apprêtée !

#### Le Diamant de Chambretaud
Chambretaud tient sa renommée de son « diamant », en fait une fort belle variété transparente de quartz fumé coloré dans des tons champagne à brun. Ramassé par les cultivateurs à la surface du sol, il servait aux XVIIIe et XIXe siècles à faire des bijoux locaux, en particulier des chatons de bagues. Sous la Restauration, la fille de Louis XVI, la duchesse d'Angoulême a reçu en cadeau une parure en quartz enfumé. D'anciens officiers vendéens en ont aussi offert sous forme de collier à la Duchesse de Berry. L'évêque d'Orléans reçut en cadeau un anneau épiscopal dont le chaton portait une pierre de Chambretaud.

## Politique et administration

### Liste des maires
| Période                                  | Période          | Identité       | Étiquette | Qualité |
| ---------------------------------------- | ---------------- | -------------- | --------- | --- |
| avant 1981                               | ?                | Jean de Suyrot |           | |
| avant 1995                               | ?                | Paul Évon      | DVD       | |
| 16 mars 2001                             | 31 décembre 2018 | Gérard Hérault | DVD       | Exploitant agricole Président de la communauté de communes du Canton-de-Mortagne-sur-Sèvre (2014-2015) devenue celle du Pays-de-Mortagne (2016-2020) |
| Les données manquantes sont à compléter. |                  |                |           | |

### Liste des maires délégués
| Période         | Période      | Identité          | Étiquette | Qualité |
| --------------- | ------------ | ----------------- | --------- | --- |
| 10 janvier 2019 | 26 mai 2020, | Gérard Hérault    | DVD       | Exploitant agricole Président de la communauté de communes du Canton-de-Mortagne-sur-Sèvre (2014-2015) devenue celle du Pays-de-Mortagne (2016-2020) |
| 26 mai 2020,    | En cours     | Isabelle Greffier |           | |

## Intercommunalité
Chambretaud coopère depuis 1971 avec onze autres communes au sein de la communauté de communes du Canton-de-Mortagne-sur-Sèvre, devenue en 2016 la communauté de communes du Pays-de-Mortagne.

## Jumelage
- Portita (Roumanie).

## Démographie

### Évolution démographique
L'évolution du nombre d'habitants est connue à travers les recensements de la population effectués dans la commune depuis 1800. Pour les communes de moins de 10 000 habitants, une enquête de recensement portant sur toute la population est réalisée tous les cinq ans, les populations de référence des années intermédiaires étant quant à elles estimées par interpolation ou extrapolation. Pour la commune, le premier recensement exhaustif entrant dans le cadre du nouveau dispositif a été réalisé en 2008.

En 2016, la commune comptait 1 558 habitants, en évolution de +6,93 % par rapport à 2010 (Vendée : +5,33 %, France hors Mayotte : +2,11 %).
| 1800 | 1806 | 1821 | 1831 | 1836 | 1841 | 1846 | 1851 | 1856 |
| ---- | ---- | ---- | ---- | ---- | ---- | ---- | ---- | ---- |
| 468  | 647  | 785  | 810  | 765  | 797  | 804  | 858  | 974  |

| 1861 | 1866 | 1872  | 1876  | 1881  | 1886  | 1891  | 1896  | 1901  |
| ---- | ---- | ----- | ----- | ----- | ----- | ----- | ----- | ----- |
| 990  | 973  | 1 005 | 1 056 | 1 062 | 1 125 | 1 125 | 1 141 | 1 135 |

| 1906  | 1911  | 1921 | 1926 | 1931  | 1936  | 1946  | 1954  | 1962  |
| ----- | ----- | ---- | ---- | ----- | ----- | ----- | ----- | ----- |
| 1 102 | 1 166 | 971  | 992  | 1 059 | 1 080 | 1 091 | 1 092 | 1 135 |

| 1968  | 1975  | 1982  | 1990  | 1999  | 2006  | 2008  | 2013  | 2016  |
| ----- | ----- | ----- | ----- | ----- | ----- | ----- | ----- | ----- |
| 1 176 | 1 206 | 1 237 | 1 310 | 1 275 | 1 402 | 1 437 | 1 538 | 1 558 |

### Pyramide des âges
La population de la commune est relativement jeune. Le taux de personnes d'un âge supérieur à 60 ans (20,6 %) est en effet inférieur au taux national (21,6 %) et au taux départemental (25,1 %).
Contrairement aux répartitions nationale et départementale, la population masculine de la commune est supérieure à la population féminine (52 % contre 48,4 % au niveau national et 49 % au niveau départemental).
La répartition de la population de la commune par tranches d'âge est, en 2007, la suivante :
- 52 % d’hommes (0 à 14 ans = 20,1 %, 15 à 29 ans = 19,5 %, 30 à 44 ans = 21,3 %, 45 à 59 ans = 21,2 %, plus de 60 ans = 17,9 %) ;
- 48 % de femmes (0 à 14 ans = 17,1 %, 15 à 29 ans = 17,4 %, 30 à 44 ans = 20 %, 45 à 59 ans = 22 %, plus de 60 ans = 23,5 %).

| Hommes | Classe d’âge | Femmes |
| ------ | ------------ | ------ |
| 0,1    | 90 ans ou +  | 0,3    |
| 6,7    | 75 à 89 ans  | 9,6    |
| 11,1   | 60 à 74 ans  | 13,6   |
| 21,2   | 45 à 59 ans  | 22,0   |
| 21,3   | 30 à 44 ans  | 20,0   |
| 19,5   | 15 à 29 ans  | 17,4   |
| 20,1   | 0 à 14 ans   | 17,1   |

| Hommes | Classe d’âge | Femmes |
| ------ | ------------ | ------ |
| 0,4    | 90 ans ou +  | 1,2    |
| 7,3    | 75 à 89 ans  | 10,6   |
| 14,9   | 60 à 74 ans  | 15,7   |
| 20,9   | 45 à 59 ans  | 20,2   |
| 20,4   | 30 à 44 ans  | 19,3   |
| 17,3   | 15 à 29 ans  | 15,5   |
| 18,9   | 0 à 14 ans   | 17,4   |

## Économie
Données économiques

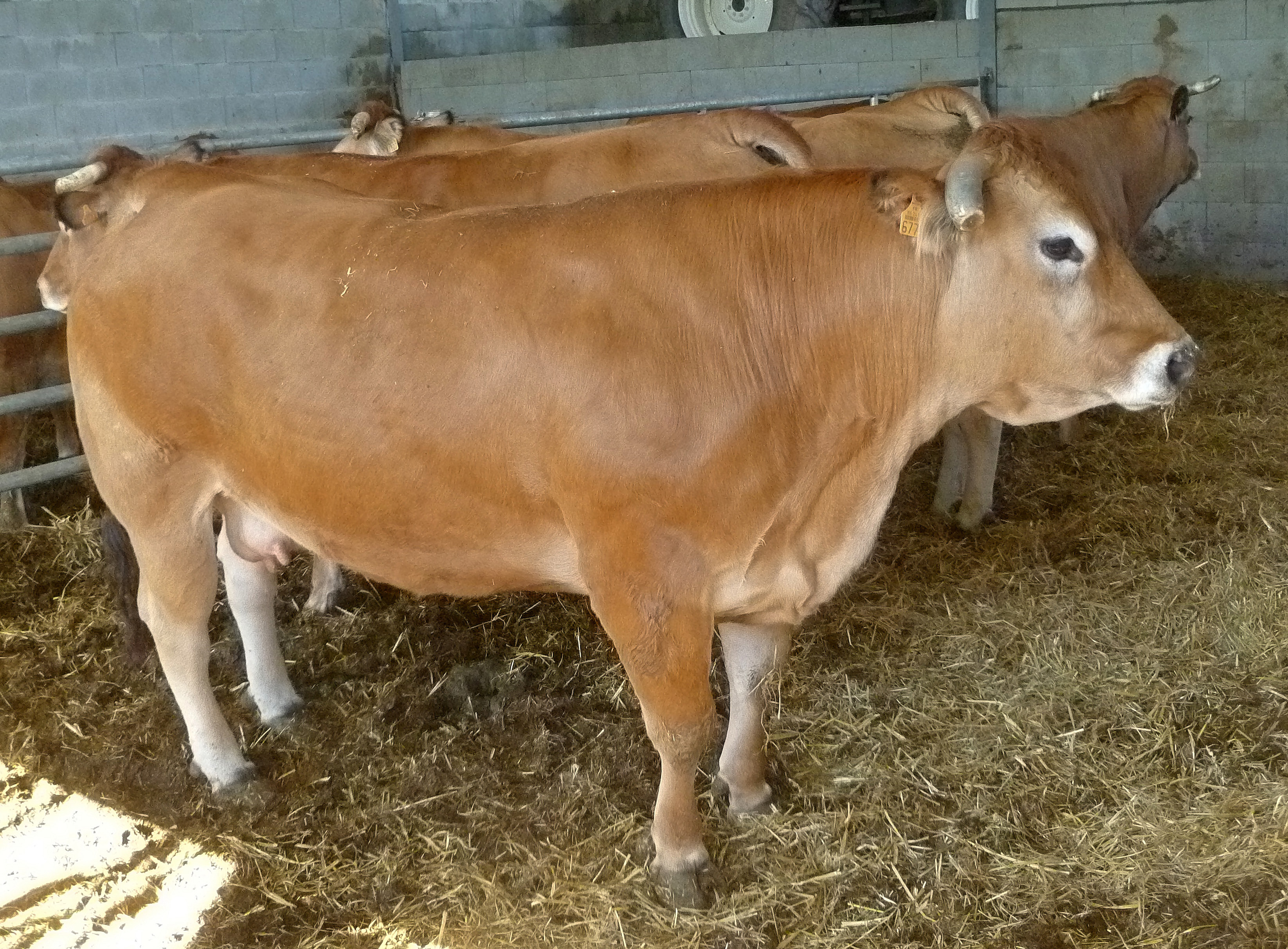
Vaches parthenaises à Chambretaud.

Le domaine agricole occupe quant à lui, une place importante dans l'économie de la commune, grâce notamment à sa renommée de « capitale mondiale de la production de perdrix et faisans ». Forte de son dynamisme associatif, Chambretaud abrite également de nombreux commerces et artisans représentant presque tous les corps de métiers.
Entreprises
- Chaussures Pom d'api

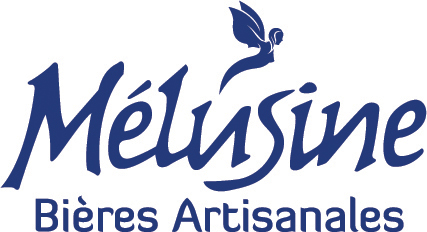
Logo.

- Brasserie Mélusine, cette brasserie artisanale est implantée depuis quelques années sur la commune de Chambretaud.
- Hébergements : du fait de la proximité du Grand-Parc du Puy-du-Fou, Chambretaud exploite depuis quelques années un fort potentiel touristique qui engendre une activité marquée par une forte saisonnalité. On compte pas moins de onze locations, gîte ou chambres d'hôtes, dont une de Prestige, un camping 3***, un camping à la ferme, et trois hôtels dont un seul hôtel de luxe 4 étoiles **** de Vendée.
- Restauration : plusieurs modes de restauration sont disponibles
- Commerces :  une supérette, une boulangerie et bar-tabac-presse.

## Culture et patrimoine

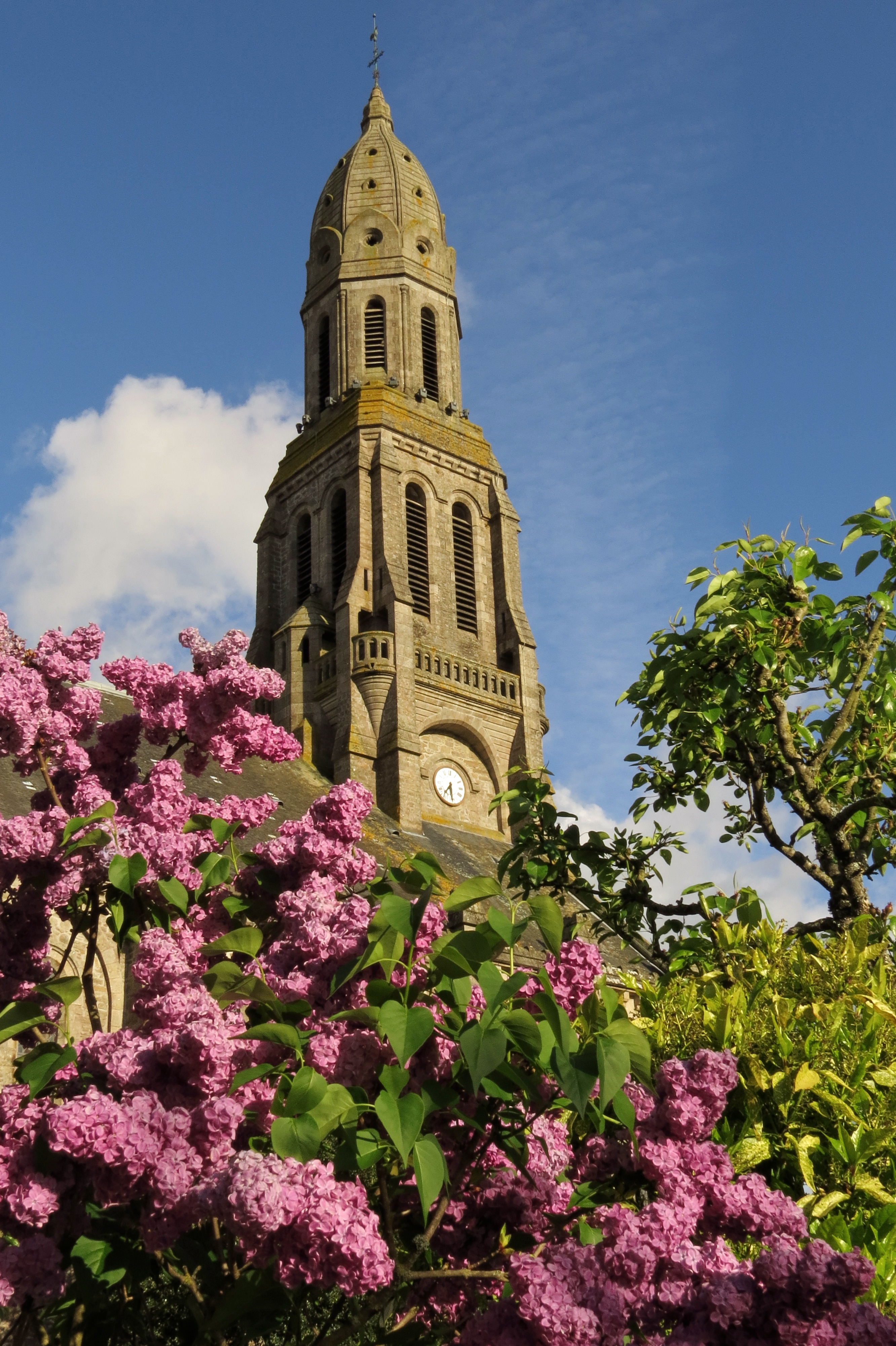
Le clocher de l'église.

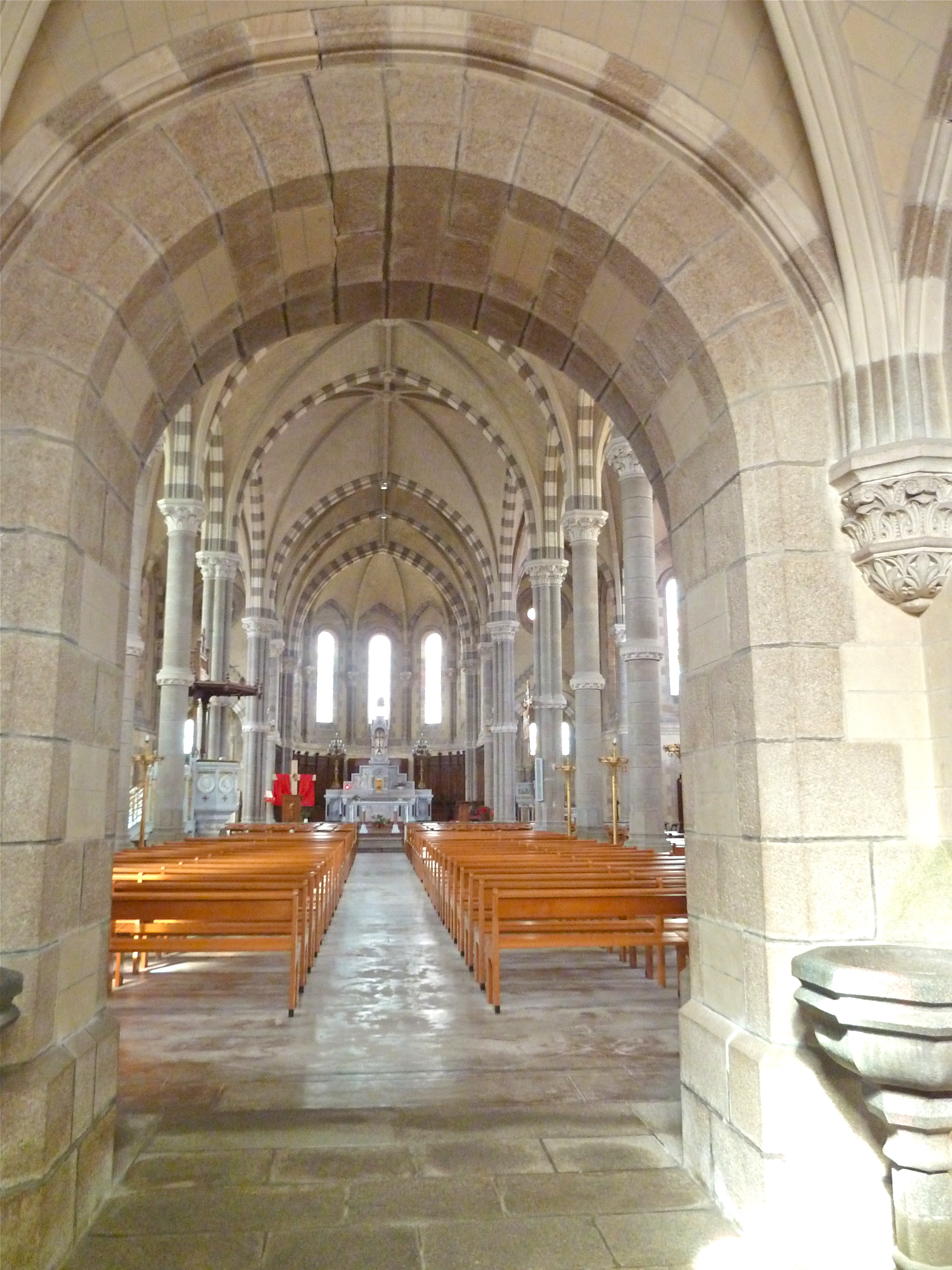
La nef de l'église Notre-Dame.

Église Notre-Dame-de-la-NativitéMonument Historique
L'église Notre-Dame-de-la-Nativité est classée en totalité aux Monuments de France par arrêté du 8 octobre 2007.
Elle été construite en granit par Mathurin Fraboulet entre 1892 et 1899. On lui doit : les églises de Bouvron, Saint-Lyphard, Cordemais, Saint-Michel-Mont-Mercure, de la Madeleine à Nantes, le clocher de l'église de la Châtaigneraie, la basilique et le calvaire de Saint-Laurent-sur-Sèvre, entre autres.
Son clocher haut de 50 mètres perce au-dessus des collines environnantes. L'église fut bénie le 27 juin 1899 et consacrée le 16 septembre 1902. Le presbytère date de 1877, et a été construit par Tilleau, architecte de Bressuire.
Le calvaire paroissial
Un calvaire existait probablement à cet endroit avant la Révolution. Un nouveau calvaire protégé de murs avec grilles est érigé en 1824 à la sortie du bourg, route du Petit Bourg des Herbiers. Il a coûté 11 500 F. de l’époque, somme entièrement couverte par une quête parmi les paroissiens.
La chapelle Notre-Dame-de-Lourdes
Cette chapelle s'élève à l'entrée du bourg, route de la Gaubretière. C’est un monument original, en forme d’hexagone régulier avec coupole de granit surmonté d’une statue de la Vierge de Lourdes, érigé en remerciement à la Vierge de Massabielle à la suite de la guérison miraculeuse de Philomène Simmonneau en 1872. 
La chapelle place de Suyrot
Chapelle construite à la fin du XIXe siècle pour servir de caveau familial dans l'ancien cimetière, aujourd'hui place de Suyrot. Le caveau a été conservé lors du déménagement du cimetière et de la création de la place en 1967 et est devenu propriété communale et la commune de Chambretaud ne possédant pas de monument aux morts, cette petite chapelle mortuaire, fort bien restaurée, a été dédiée aux victimes de la guerre comme l’indique une plaque sur la porte d’entrée. Chaque année, le 11-Novembre, les anciens combattants viennent y déposer une gerbe.
Patrimoine civil
- Château du Boisniard, construit en 1407 par le chevalier Jehan du Puy du Fou, reconstruit en 1800, après les guerres de Vendée. C'est le seul hôtel cinq étoiles en Vendée et Choletais (classé le 22 mars 2012). Restaurant gastronomique La Table du Boisniard reconnu par deux fourchettes au guide Michelin.
- Château de la Gastière (XVIIe siècle), avec étang, parc

Autres lieux touristiques
- Ferme des Coûts - élevage de cerfs
- Chemin de fer de Vendée : 22 km de la ligne Mortagne-sur-Sèvre / Les Herbiers en passant par Chambretaud parcouru par un Train touristique à vapeur.
- Le Grand parc du Puy du Fou
- La Cinéscenie

## Vie quotidienne à Chambretaud
Enseignement
La commune dispose d'une école privée mixte primaire et maternelle : l'école Saint-Joseph.
Les collèges les plus proches sont Jean-Yole (Les Herbiers) et Saint-Gabriel-Saint-Michel (Saint-Laurent-sur-Sèvre) pour le privé, Olivier-Messiaen (Mortagne-sur-Sèvre) et Jean-Rostand (Les Herbiers) pour le public.
Les lycées les plus proches sont Jean-XXIII (Les Herbiers) et Saint-Gabriel-Saint-Michel (Saint-Laurent-sur-Sèvre) pour le privé, Jean-Monnet (Les Herbiers) pour le public.
Sport et équipements sportifs
Image:salle_chambretaud_2013.jpg| La salle de la Mariée en 2013.
La salle omnisports se situe dans la rue du calvaire, elle accueille les clubs de basket-ball (SSSP Chambretaud) et de tennis, ainsi que les activités de l'école primaire de la commune. La salle, appelée salle de la Mariée, a été rénovée durant l'été 2011. Le club de basket fête en 2012 ses 70 ans. Cette petite commune s'est faite un nom dans sa région autour de son équipe de basket. La salle locale peut parfois compter plus de 500 spectateurs voire 600 lors de derbys enflammés. Le club, malgré quelques descentes d'une année au niveau régional, est un habitué du niveau Nationale 3 depuis sa première accession à ce niveau en 1986. En 2013, au Vendéspace, le club remporte pour la première fois la Coupe de Vendée.
La salle polyvalente se situe à côté de la salle omnisports, elle accueille le club de judo, et l'association Familles Rurales.
Associations
- L'association Familles Ruralesorganise chaque année un vide grenier, et des leçons de judo, de danse...
- Cœur de Diamant a pour but d'organiser des évènements occasionnels : tels qu'un rallye découverte autour de la commune...

Santé
Un cabinet médical et une pharmacie sont installés dans la commune.
Culte
L'église Notre-Dame-de-la-Nativité construite à la fin du XIXe siècle domine la commune par ses 50 mètres de haut. Cette église est de confession catholique. Elle domine les collines du bocage vendéen et on l'aperçoit facilement depuis l'autoroute A87.

## Personnalités liées à la commune
- Gilles de La Roche-Saint-André (1621-1668), chef d'escadre.
- Louis Charles du Chaffault (1708-1794), lieutenant général des armées navales, petit-fils de Gilles de La Roche-Saint-André.
- Monseigneur Jules-Alphonse Cousin (21/4/1842-18/9/1911), évêque de Nagazaki au Japon, natif de Chambretaud.
- Cédric Ferchaud, né le 15 juillet 1980, joueur international français de basket-ball ayant joué au SSSP Chambretaud Vendée de 1988 à 1998.

## Pour approfondir